# Jim Marurai
Jim Marurai (ur. 9 lipca 1947 na Mangai, zm. w listopadzie 2020) – polityk, premier Wysp Cooka od 14 grudnia 2004 do 29 listopada 2010, został wybrany przez parlament stosunkiem głosów 14 do 9.
Jest członkiem Partii Demokratycznej. W 2005 z powodu wewnętrznego konfliktu opuścił Demokratów i utworzył własne ugrupowanie, Pierwszą Partię Wysp Cooka, która zawiązała koalicję rządową z Partią Wysp Cooka. Przed wyborami we wrześniu 2006 Marurai powrócił jednak z powrotem do Partii Demokratycznej. W wyborach w 2006 Demokraci zajęli pierwsze miejsce, zdobywając 13 z 24 mandatów w parlamencie.
Marurai urodził się w regionie Ivirua, na wyspie Mangaia. Ukończył studia na Uniwersytecie Otago w Dunedin. Przed objęciem funkcji premiera był ministrem edukacji.